# 市立八幡浜総合病院
市立八幡浜総合病院（しりつやわたはまそうごうびょういん）は、愛媛県八幡浜市にある公立病院。2016年11月末の完成を目指して老朽化した病院の新築を行っており、完成時には6階建てで別棟1階に初期被ばく除染施設と急患センター、2階に院内託児所、本館屋上にヘリポートを設置する予定である。2015年5月に建替え工事の一期工事が完了し、2016年9月に二期工事が完了した。

## 診療科目
- 内科
- 呼吸器科
- 循環器科
- 消化器科
- 小児科
- 外科
- 整形外科
- 脳神経外科
- 皮膚科
- 泌尿器科
- 産婦人科
- 眼科
- 耳鼻咽喉科
- 歯科口腔外科
- リハビリテーション科
- 放射線科
- 麻酔科

## 沿革
- 1928年 - 「町立八幡浜総合病院」開設。
- 1935年 - 市制実施により「市立八幡浜病院」に改称。
- 1960年 - 「市立八幡浜総合病院」に名称変更。

## 交通アクセス
- 宇和島自動車「八幡浜市立病院前」停留所下車。
- 伊予鉄南予バス「市立病院」停留所下車。